# كاميل رينرز
كاميل رينرز (مواليد 22 فبراير 1931) هو سبّاح بلجيكي، مثّل بلاده في الألعاب الأولمبية الصيفية 1952.

## روابط خارجية
كاميل رينرز على موقع أوليمبيديا (الإنجليزية)